# 12. вечити дерби у фудбалу
12. вечити дерби у фудбалу је фудбалска утакмица одиграна на стадиону Партизана у Београду 31. маја 1953. године, између Црвене звезде и Партизана. Утакмица се завршила резултатом 4 : 2 (1 : 0) за Црвену Звезду. Стрелци за Црвену Звезду су Митић у 45, Живановић у 65, Томашевић у 80. и Ђајић у 84. минуту из једанаестерца, а Валок у 53. и Веселиновић у 70. минуту из једанаестерца су били стрелци за Партизан.